# جورج گیلرد سیمپسن

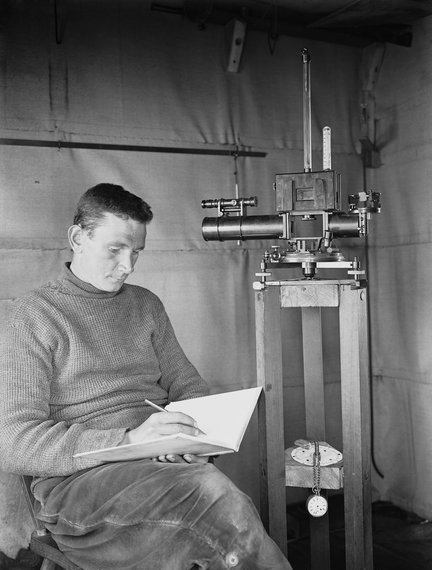
تصویر این فرد

 جورج گیلرد سیمپسن (انگلیسی: George Gaylord Simpson؛ ۱۶ ژوئن ۱۹۰۲ – ۶ اکتبر ۱۹۸۴) دانشمندی دیرینه‌شناس اهل ایالات متحده آمریکا بود.